# Elizabeth Leseur
Elizabeth Leseur (1866, Paris, França - 1914). Era esposa de um ateu. Após sua morte, seu marido lendo suas anotações em o "O Diário de Elizabeth Leseur" converteu-se, passando a ser um católico fiel. Elizabeth Leseur foi declarada Serva de Deus.
Era uma grande cristã Elizabeth Leseur que viveu por volta de 1900. Era uma francesa culta e fervorosa, amiga das artes, das letras, da filosofia, etc, casada com um homem culto e destacado na sociedade francesa; mas ateu, que não acompanhava a fé de Elizabeth. Era o famoso Sr. Marie –Albert Leseur.
A vida inteira Elizabeth rezou e se imolou pela conversão de seu esposo; o acompanhava nos mais altos eventos sociais onde Deus estava ausente, e sua alma chorava em silencio e oblação a Deus; até que um dia ela veio a falecer sem ver o marido se converter.
Mas eis que Elizabeth tinha escrito um Diário Espiritual; e, um belo dia o seu esposo o encontrou depois de sua morte, e o leu com interesse. Foi o suficiente para que ele se convertesse profundamente. Ao ler aquelas páginas cheias de fé e de sofrimento oferecido a Deus diariamente, aquele homem foi tocado profundamente e percebeu que vivera ao lado de um anjo sem notar a sua presença. Agora derramava lágrimas de tristeza por não ter vivido aquela fé maravilhosa ao lado da esposa falecida. Sua conversão foi tão profunda que deixou o mundo, abandonou as esferas sociais onde era exaltado e se fez dominicano; Frei Marie-Albert Leseur. Do céu Elizabeth converteu o seu Albert. Depois ele publicou “A Vida de Elizabeth Leseur” (Irmãos Pongetti editores, Rio de Janeiro, 7ª edição, 1931).